# Trichemeopedus holzschuhi
Trichemeopedus holzschuhi là một loài bọ cánh cứng trong họ Cerambycidae.